# 9-я флотилия подводных лодок кригсмарине
9-я флотилия подводных лодок кригсмарине — подразделение военно-морского флота нацистской Германии.

## История
Девятая флотилия была сформирована осенью 1941 года, став первой из боевых флотилий, созданных после начала войны. Юрген Эстен, первый командир флотилии, столкнулся с существенными трудностями в деле размещения флотилии в Бресте, связанными с недостатком инфраструктуры для обслуживания сразу двух флотилий (в Бресте базировалась ещё и 1-я флотилия). В итоге Эстену пришлось разместить руководство флотилии в недостроенном здании госпиталя, обустроив его своими силами и при помощи «Организации Тодта». В 1942 году Юрген Эстен был направлен в штаб флотилий на Северном море, где проявил себя в руководстве боевыми действиями субмарин в Арктике. Его место на посту командующего 9-й флотилией занял командир U-96 Генрих Леманн-Вилленброк, а его эмблема, «смеющаяся рыба-меч», стала эмблемой всего подразделения. Лодки 9-й флотилии понесли большие потери в ходе Битвы за Атлантику: из 84 лодок флотилии были потеряны 54. Последней лодкой, покинувшей Брест, стала U-256 под командованием Леманн-Вилленброка. Она вышла в поход 4 сентября 1944 года и 17 октября успешно прибыла в Берген.

## Состав
В разные годы через 9-ю флотилию прошли 84 подводных лодки, в том числе
| Тип        | Количество |
| ---------- | ---------- |
| VII-C      | 73         |
| VII-C / 41 | 5          |
| VII-D      | 6          |

## Командиры
| Время                       | Командующий флотилией                      |
| --------------------------- | ------------------------------------------ |
| октябрь 1941 — февраль 1942 | капитан-лейтенант Юрген Эстен;             |
| май 1942 — сентябрь 1944    | корветтен-капитан Генрих Леманн-Вилленброк |